# Alfredo Escalera
Alfredo Escalera (ur. 21 marca 1952 w Carolinie) – portorykański bokser, zawodowy mistrz świata kategorii junior lekkiej.
Rozpoczął karierę boksera zawodowego w 1970. Wygrywał zdecydowaną większość pojedynków, choć m.in. w 1971 pokonał go Edwin Viruet. W 1974 pokonał przez dyskwalifikację byłego mistrza świata w kategorii junior lekkiej (superpiórkowej) Ricardo Arredondo.
5 lipca 1975 w Mito Escalera został mistrzem świata w wadze junior lekkiej organizacji WBC po znokautowaniu w 2. rundzie obrońcy tytułu Kuniakiego Shibaty.
W obronie tytułu Escalera stoczył jeden remisowy i dziewięć zwycięskich pojedynków:
| Data                   | Miejsce    | Oponent            | Wynik                           | Źródło |
| ---------------------- | ---------- | ------------------ | ------------------------------- | ------ |
| 20 września 1975(dts)  | Caracas    | Leonel Hernández   | remis                           | [ 2 ]  |
| 12 grudnia 1975(dts)   | Oslo       | Svein Erik Paulsen | techniczny nokaut w 9. rundzie  | [ 3 ]  |
| 20 lutego 1976(dts)    | San Juan   | José Fernández     | techniczny nokaut w 13. rundzie | [ 4 ]  |
| 1 kwietnia 1976(dts)   | Nara       | Buzzsaw Yamabe     | techniczny nokaut w 6. rundzie  | [ 5 ]  |
| 1 lipca 1976(dts)      | Nara       | Buzzsaw Yamabe     | wygrana na punkty               | [ 6 ]  |
| 18 września 1976(dts)  | San Juan   | Ray Lunny III      | techniczny nokaut w 12. rundzie | [ 7 ]  |
| 30 listopada 1976(dts) | Filadelfia | Tyrone Everett     | wygrana na punkty               | [ 8 ]  |
| 17 marca 1977(dts)     | San Juan   | Ronnie McGarvey    | techniczny nokaut w 6. rundzie  | [ 9 ]  |
| 16 maja 1977(dts)      | Landover   | Carlos Becerril    | nokaut w 8. rundzie             | [ 10 ] |
| 10 września 1977(dts)  | San Juan   | Sigfrido Rodríguez | wygrana na punkty               | [ 11 ] |

Kolejna obrona tytułu była nieudana. 28 stycznia 1978 w Bayamón Escalera zmierzył się z byłym mistrzem świata w kategorii piórkowej Alexisem Argüello. Walka przeszła do historii jako Krwawa bitwa w Bayamón. Sędziował ją Arthur Mercante, który określił walkę jako najbardziej brutalną, jaka kiedykolwiek widział. Escalera miał uszkodzony nos, usta i uszy, ale prowadził na punkty, zanim nie został znokautowany w 13. rundzie. Argüello zwyciężył również w pojedynku rewanżowym 4 lutego 1979 w Rimini, wygrywając przez techniczny nokaut w 13. rundzie.
Escalera pauzował w 1980, ale w latach 1981-1983 stoczył jeszcze 15 walk, przeważnie je wygrywając. Zakończył karierę w 1983.